# Estola albosparsa
Estola albosparsa är en skalbaggsart som beskrevs av Thomson 1868. Estola albosparsa ingår i släktet Estola och familjen långhorningar. Inga underarter finns listade i Catalogue of Life.